# 루케이언 제도

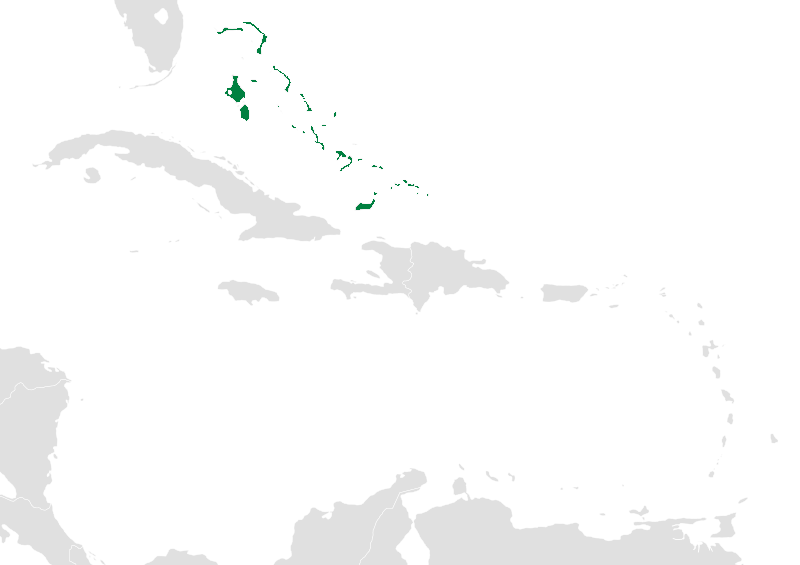
루케이언 제도

루케이언 제도(영어: Lucayan Archipelago)는 바하마와 터크스 케이커스 제도로 이루어진 군도이다. 북대서양의 서부, 플로리다반도의 동쪽, 대앤틸리스 제도의 북쪽에 자리하고 있다.

## 같이 보기
- 중앙아메리카
- 서인도 제도
  - 앤틸리스 제도
    - 대앤틸리스 제도
    - 소앤틸리스 제도